# Aquilae 1943
Aquilae 1943 o V500 fue el nombre que los astrónomos le dieron a la nova aparecida en la constelación de Aquila en 1943. La nova alcanzó un brillo de magnitud 6,1, que decreció en 3 puntos en 30 días.

## Coordenadas
- Ascensión recta: 19h 52m 27s.98
- Declinación: +08° 28 '41".6

| Velocidad radial (km/s) | Corrimiento al rojo  | Periodo orbital |
| ----------------------- | -------------------- | --------------- |
| -75 ± 20                | -0.000250 ± 0.000067 | 3,485 horas     |